# Naenaria erythropus
Naenaria erythropus là một loài tò vò trong họ Ichneumonidae.